# 锐刺孔雀藓
锐刺孔雀藓（学名：Hypopterygium aristatum）为孔雀藓科孔雀藓属下的一个种。